# Selina de Gótia
Selina (em latim: Selinius, em grego clássico: Σεληνᾶς, Σελίνας, em russo:  Селина; séc. IV) foi um bispo dos godos.

## Biografia
Selina nasceu de pai gótico e mãe frígia. Sócrates Escolástico escreveu que Selina era fluente em ambas as línguas (gótico e provavelmente frígio), graças ao qual ensinava ambas as línguas na igreja com igual facilidade. Hérmio Sozomeno chamou a língua de Selina de grego em vez de frígio. Sob o bispo Úlfilas, Selina era escriba; após a morte de Úlfilas, ele se tornou seu sucessor - bispo dos godos. Hérmio Sozomeno relatou que Selina era um líder religioso dos godos e quase todos os godos o apoiavam. Selina liderou a comunidade cristã ariana.
Durante o episcopado de Selina ocorreu uma divisão entre os arianos em Constantinopla. O motivo da divisão foi a questão de saber se Deus poderia ser chamado de Pai antes da existência do Filho. Doroteu de Antioquia ensinou que não se pode ser Pai ou ser chamado antes da existência do Filho. Marino da Trácia ensinou o contrário: Deus sempre pode ser chamado de Pai, mesmo antes da existência do Filho. Os arianos se dividiram em duas comunidades, cada uma delas passou a realizar reuniões especiais de oração. Os apoiadores de Doroteu permaneceram em seus lugares anteriores e aqueles que seguiram Marino estabeleceram suas próprias casas de culto. Os apoiadores de Marino receberam o nome de "psafirianos" (em grego clássico: ψαθυριανοὶ; romaniz.: psathyrianoí), porque Teoctisto Psafirópolis (em grego clássico: Θεόκτιστός τις ψαθυροπώλης), originário da Síria, defendeu a opinião de Marino com particular fervor. Selina de Gótia, e com ele os godos, aceitaram a opinião de Marino, por esta razão os psafirianos receberam um nome diferente - “góticos (godos)” (em grego clássico: γότθοὶ; romaniz.: gótthoí). O cisma no Arianismo continuou por 25 anos. Terminou durante o reinado do imperador Teodósio II e do consulado do líder militar Plinta (em grego clássico: Πλῖνθα). Os arianos aceitaram a opinião dos psafirianos e decidiram por si próprios não tocar nesta questão no futuro.